# اونس سیال

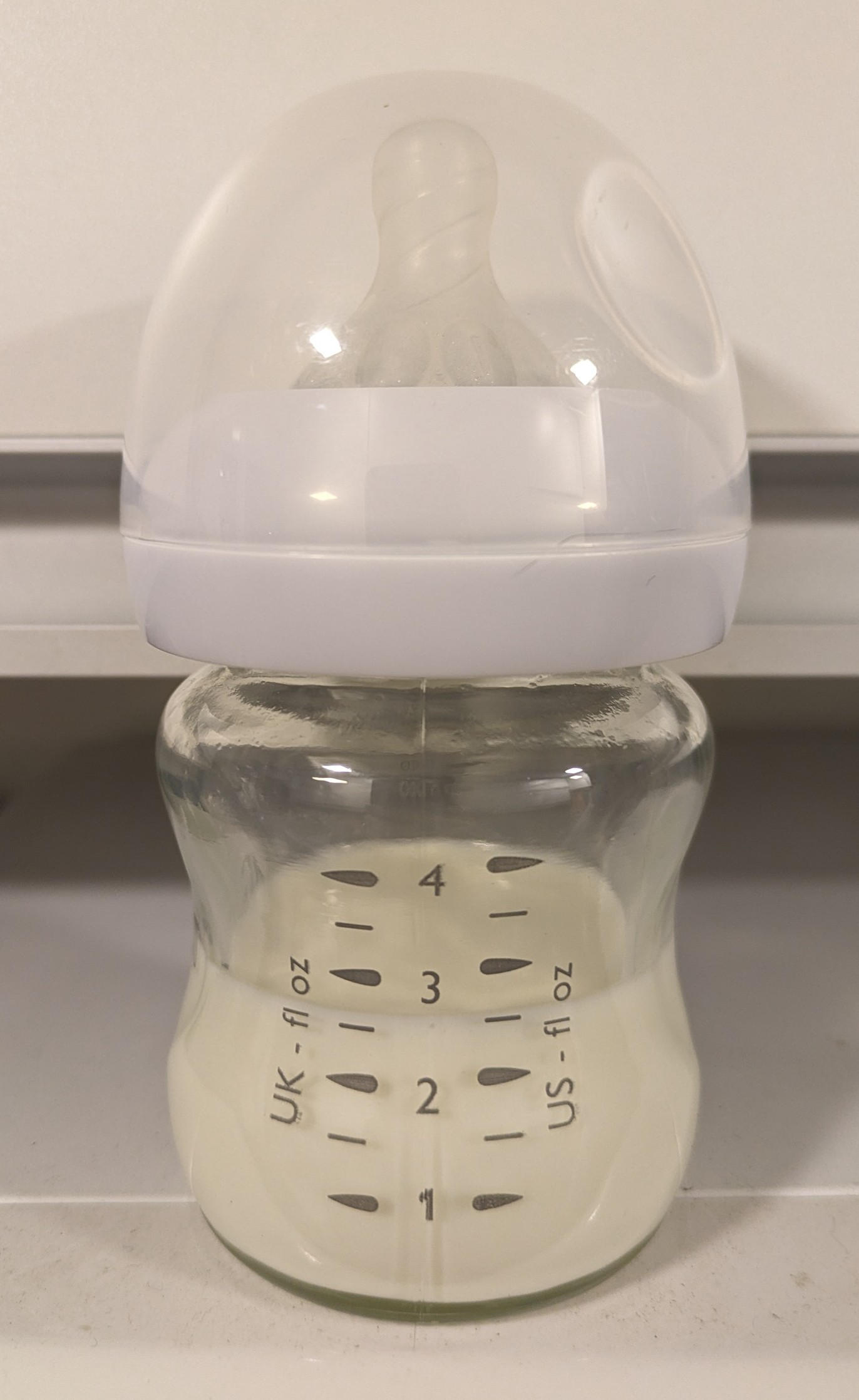
نمایی از شیشه‌شیر کودک، مدرج به اونس مایع

اونس سیال یا اونس مایع (به انگلیسی: Fluid Ounce) (اختصاری fl oz یا .fl. oz یا .oz. fl یا  در گذشته: ℥ یا fl ℥ یا f℥ یا  ƒ ℥) یکای اندازه‌گیری گنجایش مایع است.

## تعریف و اندازه
این یکا معادل ۱⁄۲۰ پینته امپراتوری بریتانیا و ۱⁄۱۲۸ گالون آمریکایی است.
اونس سیال در یکاهای امپراتوری برابر ۲۸/۴۱۳۰۶۲۵ میلی‌لیتر و در یکاهای آمریکایی برابر ۲۹/۵۷۳۵۲۹۶۲۵ میلی‌لیتر است.